# Lost in a Moment
Lost in a Moment è il terzo album della cantante norvegese Lene Marlin.

## Vendite
L'album non ebbe un buon riscontro in termini di vendite in Europa, infatti, fu il primo disco a non scalare la classifica norvegese e a non raggiungere la top 10 in Italia. Nonostante le poche copie vendute in Europa, la cantante divenne inaspettatamente popolare in Asia attraverso la promozione dell'album in Cina e a Taiwan nell'ottobre 2005: si stimano, infatti, 150.000 copie vendute solo a Taiwan conquistando 3 dischi di platino.

## Tracce
Testi e musiche di Lene Marlin.
1. My Lucky Day – 3:44
2. All I Can Say – 4:35
3. How Would It Be – 3:55
4. Hope You're Happy – 4:17
5. What If – 3:51
6. Leave My Mind – 4:26
7. When You Were Around – 3:51
8. Never to Know – 4:04
9. Eyes Closed – 3:41
10. It's True – 4:00
11. Wish I Could – 3:29

Bonus track per il Giappone
1. Blanket in a Park – 3:29

Bonus track per Taiwan
1. Still Here – 3:41

## Classifiche
| Classifica (2005-06) | Posizione massima |
| -------------------- | ----------------- |
| Germania             | 94                |
| Italia               | 15                |
| Norvegia             | 4                 |
| Svizzera             | 33                |
| Taiwan               | 5                 |